# Louisa Matthíasdóttir
Louisa Matthíasdóttir (Reykjavik, 20 februari 1917 - Delhi (New York), 26 februari 2000) was een IJslands-Amerikaanse kunstschilderes. 

## Leven en werk

### Vroege jaren

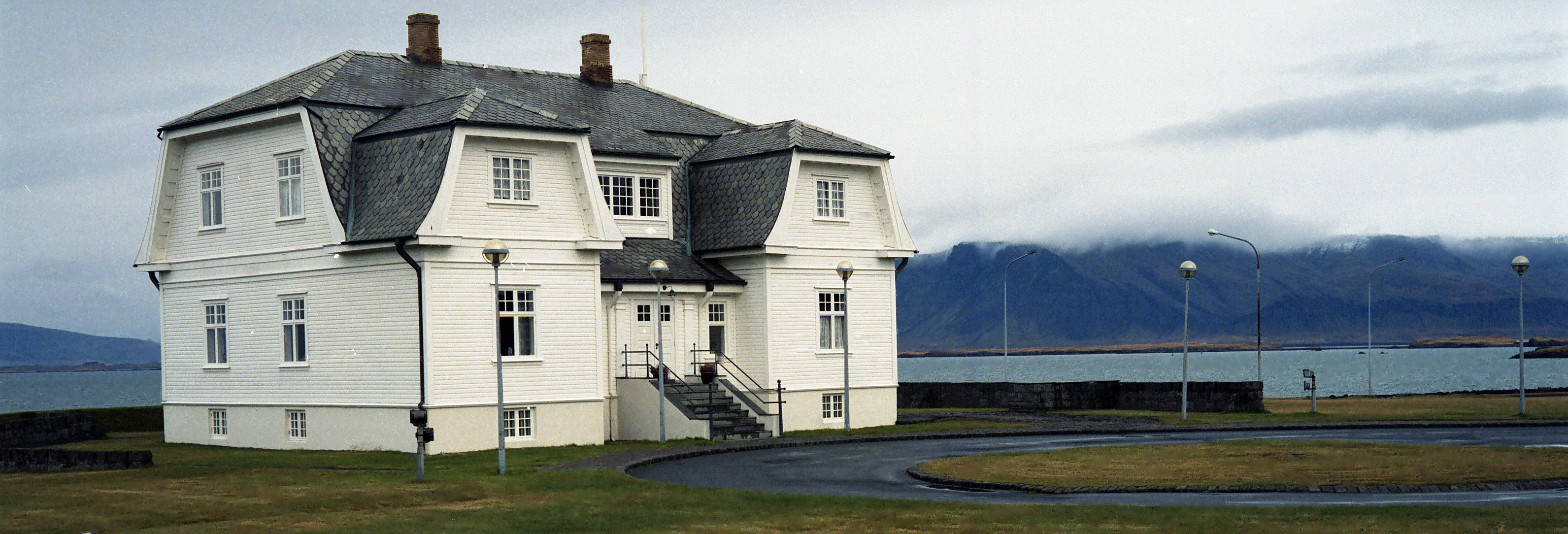
In het huis Höfði in Reykjavik bracht Louisa een deel van haar jeugd door.

Louisa was de jongste van drie dochters van de arts en kunstverzamelaar Matthías Einarsson (1879-1948) en Ellen L.M. Johannessen. Haar vader werd bekend als de eerste chirurg die in IJsland met succes een keizersnede uitvoerde. Van 1925 tot 1937 woonde het gezin in de bekende villa Höfði in Reykjavik, met uitzicht op de Kollafjörður en de berg Esja, die terugkerende motieven werden in haar werk. Ze had dierbare herinneringen aan het huis en het uitzicht: "Ik keek tien jaar lang naar de Esja, dus het was bestemd om me vast te blijven houden. Ik schilder deze motieven nog steeds".
Louisa toonde al op jonge leeftijd teken- en schildertalent. De familie was welgesteld en haar ouders deden al het mogelijke om haar artistieke ontwikkeling te bevorderen. Omdat IJsland geen passende schildersacademie had, volgde ze van 1934 tot 1937 een opleiding aan de Kunsthåndværkerskole in Kopenhagen. Met haar diploma had ze ook ontwerper kunnen worden, maar ze gaf de voorkeur aan schilderen. Haar vroege werk, waarbij ze met breed penseel de geometrische vorm accentueert, toont al veel van het karakter van Louisa's volwassen werk, maar is ingetogener van kleur. 
Ze trok naar Parijs om verder te studeren bij Marcel Gromaire, vooraanstaand vertegenwoordiger van de moderne kunst in Frankrijk. Ze maakte door hem kennis met het werk van Henri Matisse, die ze als kunstenaar steeds het meest is blijven bewonderen. Ze brak haar verblijf in de zomer van 1939 af in verband met de oorlogsdreiging.
Terug in IJsland speelden zij en Nína Tryggvadóttir een rol in de avantgardistische kunstenaarsgroep rond Erlendur Guðmundsson die bijeenkwam in diens Unuhús aan de Garðastræti in Reykjavik. Daartoe behoorden ook dichters en schrijvers als de latere Nobelprijswinnaar Halldór Laxness die schildersmodel voor haar was, Steinn Steinarr met wie ze werkte aan een gedicht over het boerenkind Halla dat pas in 2000 werd teruggevonden en gepubliceerd, en Þórbergur Þórðarson. De omgang van Steinn Steinarr met "zijn meisjes" Nína en Louisa trok de aandacht in Reykjavik. Zijn poëzie werd geïnspireerd door zijn bewondering voor Louisa.

### Amerika
In 1942 emigreerden Louisa en Nína naar New York, waar ze zich inschreven aan de Art Students League of New York. Louisa verliet die al snel om te gaan studeren aan de Hans Hofmann School of Fine Arts van de Duitse kunstenaar Hans Hofmann, wiens abstract-expressionistische opvattingen haar meer aanspraken. Door hem raakte ze bevriend met andere schilders, onder wie Robert De Niro senior en Virginia Admiral (de ouders van Robert De Niro), Jane Freilicher en ook Leland Bell, met wie ze in 1944 trouwde. Hun dochter Temma, die in 1945 geboren werd, was als kind vaak onderwerp van haar schilderkunst. Met Leland en Temma woonde ze in bescheiden omstandigheden: ze waren beheerders van een door haar vader gekocht studentenhuis in The Bronx, waar ze ook hun ateliers hadden. Louisa's eerste solotentoonstelling vond plaats in Jane Street Gallery in New York in 1948, tien jaar later volgde een tweede in Tanager Gallery. Tussen 1964 en 1991 exposeerden Louisa en Leland zeventien keer gezamenlijk in de Robert Schoelkopf Gallery op Madison Avenue in Manhattan. 
Haar werk in de jaren vijftig en zestig laat een ontwikkeling naar het expressionisme zien. Haar kleurgebruik werd extraverter, de compositie overzichtelijker en de uitvoering levendiger. Ze reisde regelmatig naar Parijs, maar nog veel vaker naar haar geboorteland. Het gezin woonde daar het hele jaar 1952. In haar werk komt de verbondenheid met IJsland tot uiting. Louisa's schilderijen tonen aan dat ze haar leven lang steeds IJslands is gebleven, waarbij haar gedurfde behandeling van de vorm en de helderheid van het licht bepaald werden door de fysieke kenmerken van haar geboorteland. Haar landschappen bevatten vaak gestileerde afbeeldingen van IJslandse paarden en schapen. Ze maakte ook zelfportretten en manshoge stillevens. De dichter John Ashbery beschreef zijn indrukken van haar werken als "hun vreemde smaak, zowel zacht als bijtend, die geen andere schilder ons geeft".
Zelf liet ze zich weinig uit over haar werk, ze gaf geen lessen en ging haar eigen gang. "Ik begin gewoon te schilderen en dat is 't dan", zei ze eens. Door haar nuchtere, laconieke houding werd het bijzondere karakter van haar werk pas geleidelijk erkend. In 1988 werd haar het Ridderkruis van de Orde van de Valk toegekend. In 1996 ontving Louisa de Culturele prijs van de American-Scandinavian Foundation en in 1998 werd ze lid van de American Academy of Arts and Letters.
In 1991 overleed haar echtgenoot Leland Bell. In haar latere jaren verbleef ze steeds langere perioden in IJsland.  Toen haar gezondheid achteruitging, bracht ze haar laatste jaar door in het gezin van haar dochter Temma Bell, ook schilderes, in het stadje Delhi in de staat New York. Ze stierf daar in 2000, kort na haar 83e verjaardag, in een ziekenhuis.
Louisa's werk is vertegenwoordigd in vele openbare collecties in de VS en Europa, waaronder het Hirshhorn Museum in Washington D.C., het Art Institute of Chicago, het nationaal kunstmuseum Listasafn Reykjavíkur in Reykjavik en de Londense Tate Gallery.